# 蓮休寺
蓮休寺（れんきゅうじ）は、岡山県岡山市北区加茂にある日蓮宗の寺院。山号は法意山という。旧本山は京都府向日市の石塔寺、生師法縁。

## 歴史
天正11年（1583年）創建というが、天正7年（1579年）創建とする説もある。開山は宝明院日然、開基は宝積院日悟、開基檀越は嶋屋休真という。

## 境内
- 本堂

## 歴代
- 宝明院日然
- 宝積院日悟
- 谷口孝雄（28世）
- 谷口玄文（29世）